# Sauce de Luna
Sauce de Luna est une localité rurale argentine située dans le département de Federal et dans la province d'Entre Ríos.

## Histoire
Les Jésuites, établis dans la province du Paraguay depuis 1607, ont rapidement étendu leur influence à Entre Ríos, où leurs activités se sont manifestées dans deux courants différents. L'un est venu du nord, des missions jésuites, et a fondé des ranchs de bétail dans le nord-est d'Entre Ríos, atteignant les rives de la Yeruá au sud et les pointes de la Gualeguay à l'ouest. L'autre courant provenait de l'importante école que ces religieux avaient à Santa Fe et fondaient des estancias sur le Paraná, de l'actuel Diamante au Guayquiraró. Au milieu du XVIIIe siècle, ils obtiennent du souverain que les collèges de Santa Fe et de Corrientes aient le privilège d'abattre le bétail marron d'Entre Rios. Cela leur a permis d'entrer en relation avec les aborigènes, qui les ont aidés dans certaines tâches.

## Religion
| Diocèse  | Paraná     |
| -------- | ---------- |
| Paroisse | Cristo Rey |